# ユニオン郡区 (アイオワ州アダムズ郡)
ユニオン郡区は、アメリカ合衆国、アイオワ州、アダムズ郡にある12の郡区の一つである。2000年の国勢調査で、人口は162人だった。

## 地理
ユニオン郡区は、91平方キロメートル（35.2平方マイル)で、組み込まれた自治体(incorporated settlements)は存在しない。
アメリカ地質調査所によると、この郡区はSummitという1つの霊園が含まれている。